# Stygophrynus brevispina
Stygophrynus brevispina är en spindeldjursart som beskrevs av Peter Weygoldt 2002. Stygophrynus brevispina ingår i släktet Stygophrynus och familjen Charontidae. Inga underarter finns listade i Catalogue of Life.